# محطة برونزويك للطاقة النووية

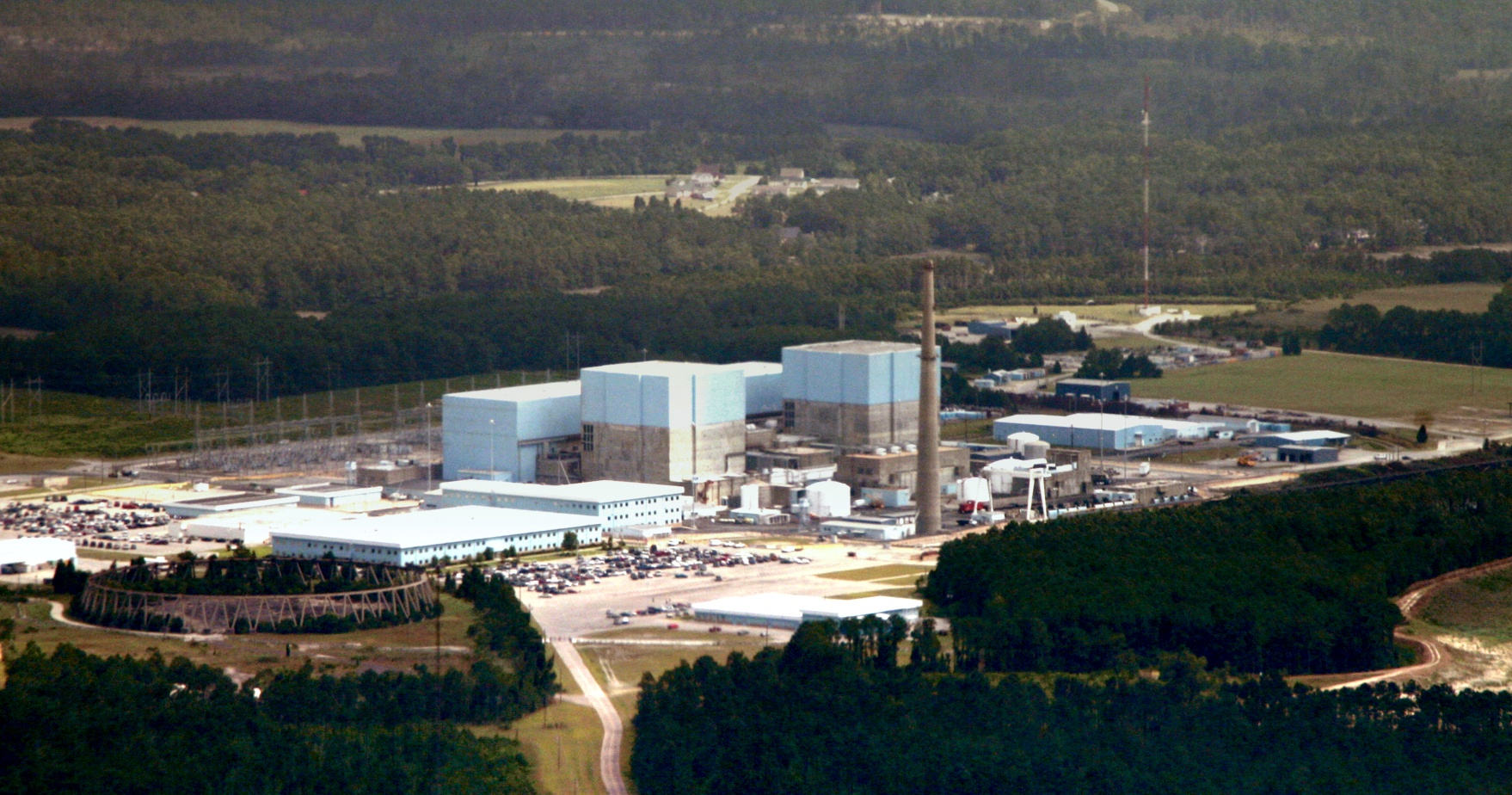
محطة برونزويك للطاقة النووية

محطة برونزويك للطاقة النووية هي محطة للطاقة النووية واطلق عليها برونزويك باسم مقاطعة برونزويك بولاية كارولاينا الشمالية.

## المساحة
تبلغ مساحة المحطة 1200 فدان (490 هكتار) على ارتفاع 20 قدم (6.1 متر) فوق مستوى سطح البحر على بعد حوالي 5 أميال (8.0 كم) من المحيط الأطلسي.

## نبذة
تقع المحطة في بلدة ساوثبورت بولاية كارولينا الشمالية، وتم افتتاح المحطة في عام 1975. تحتوي المحطة على مفاعلين يعملان بالماء المغلي من نوع جنرال إلكتريك، ويتم تبريدهما عن طريق المياه التي يتم جمعها من نهر كيب فير وتصريفها في المحيط الأطلسي.

## السكان
تُعرّف لجنة التنظيم النووي منطقتين لحالات الطوارئ حول المحطة:

### المنطقة الأولى
المنطقة الأولى وتبلغ قطرها 10 أميال (16 كم)، وتهتم في المقام الأول بالتعرض واستنشاق التلوث الإشعاعي المحمول جواً. كان عدد السكان لعام 2010 على بعد 10 أميال (16 كم) من برونزويك تقريبا 36413 نسمة، بزيادة قدرها 105.3% خلال عقد من الزمن (10 سنوات)، وفقًا لتحليل بيانات التعداد الأمريكي.

### المنطقة الثانية
المنطقة الثانية وتبلغ قطرها حوالي 50 ميل (80 كم)، وتهتم في المقام الأول تناول الطعام والسائل الملوث بالإشعاع. كان عدد السكان لعام 2010 على بعد 50 ميل (80 كم) من برونزويك تقريبا 468953 نسمة، بزيادة قدرها 39.6% منذ عام 2000.

## خطر الزلازل
تشير تقديرات لجنة التنظيم النووي للمخاطر التي تحدث كل عام بسبب الزلزال بما يكفي لإحداث أضرار جوهرية للمفاعل في برونزويك، إلى 1 من 66.667، وفقاً لدراسة أجرتها اللجنة ونشرت في أغسطس 2010.

## إعصار فلورنس
تم إغلاق محطة برونزويك يوم الخميس، 13 سبتمبر 2018 قبل إعصار فلورنس خوفا من تأثير الإعصار على المحطة. كانت المحطة من بين تسع محطات للطاقة النووية في مسار إعصار فلورنس، إلا أن محطة برونزويك هي المحطة الوحيدة التي أغلقت بسبب الإعصار.